# Мохаммед Мафузур Рахман
Мохаммед Мафузур Рахман (Muhammad Mahfuzur Rahman) — бангладеський дипломат. Надзвичайний та Повноважний Посол Бангладеш в Україні за сумісництвом.

## Життєпис
Закінчив архітектурний факультет Бангладешського університету інженерних технологій (BUET); Отримав ступінь магістра з іноземних справ та міжнародної торгівлі з університету Монаш, Мельбурн.
На дипломатичній роботі працював у посольствах Бангладеш в Янгоні, Кувейті, Мадриді, а також у Верховній Комісії в Ісламабаді на різних посадах. Працював Генеральним директором департаменту Америки Міністерства закордонних справ Бангладеш.
З 25 грудня 2014 р. — Надзвичайний і Повноважний Посол Бангладеш у Польщі.
23 червня 2015 р. — вручив вірчі грамоти Президенту Польщі Броніславу Коморовському.
З 12 січня 2016 р. — Надзвичайний та Повноважний Посол Бангладеш в Україні за сумісництвом.